# Herb gminy Mierzęcice
Herb gminy Mierzęcice – jeden z symboli gminy Mierzęcice, ustanowiony 29 października 2001.

## Wygląd i symbolika
Herb przedstawia na tarczy dwudzielnej w pas, w górnej części, w polu błękitnym trzy złote kłosy zboża w słup, w dolnym polu na czerwonym tle srebrna postać gryfa ze złotymi pazurami i dziobem, skierowanego w prawo. Kłosy zboża są symbolem rolniczego charakteru gminy, gryf – rodu Gryfitów, zaś barwy nawiązują do województwa (niebieski) i gminy (czerwony). 